# جورج روسينيون
جورج روسينيون (بالفرنسية: Georges Rossignon)‏ (23 أبريل 1900 – 12 ديسمبر 1974) هو ملاكم فرنسي راحل، مثّل بلاده في الألعاب الأولمبية الصيفية 1924.

## روابط خارجية
جورج روسينيون على موقع أوليمبيديا (الإنجليزية)